# Alexis de Tocqueville

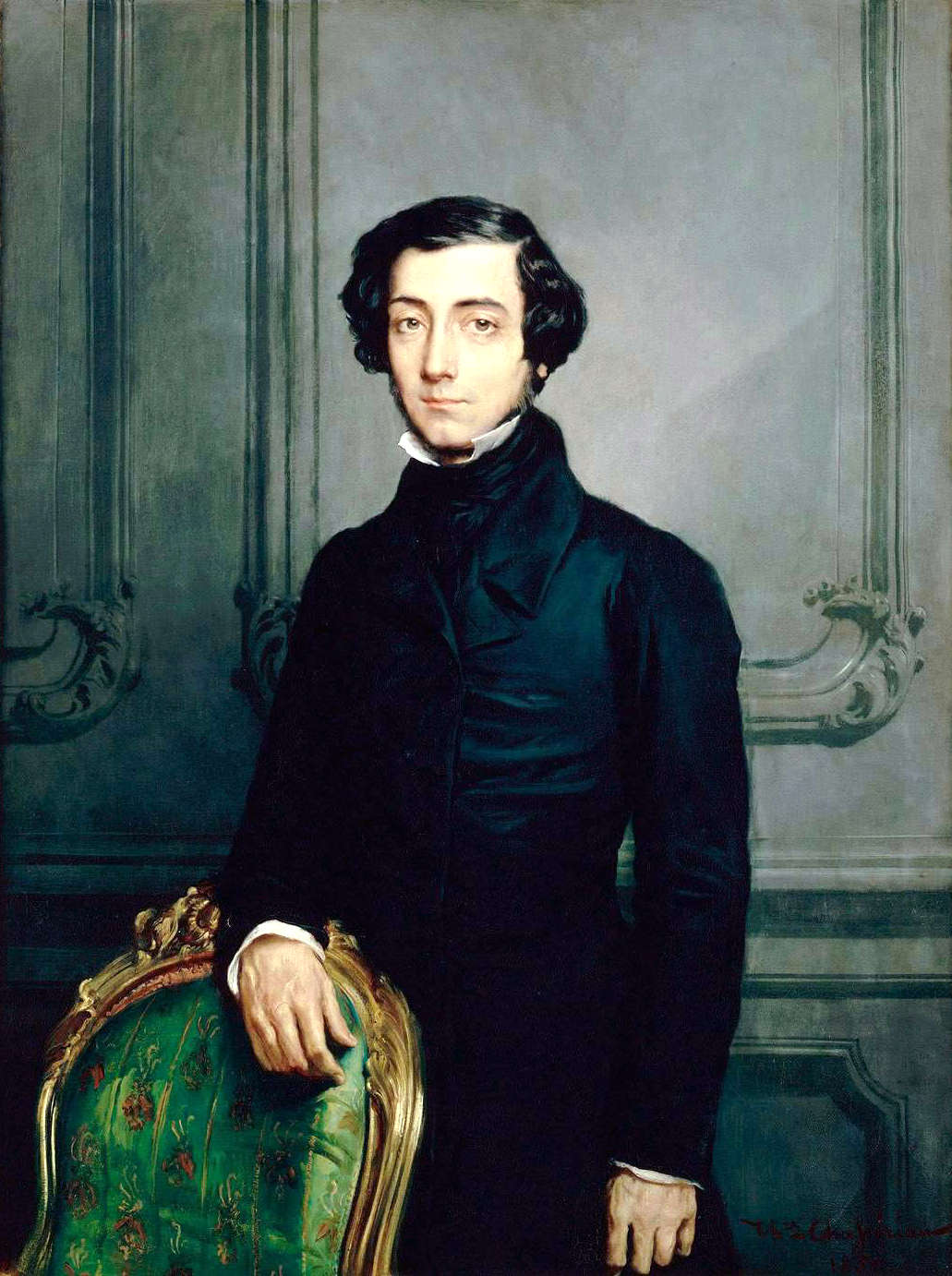
Alexis de Tocqueville, 1850 (Porträt von Théodore Chassériau)

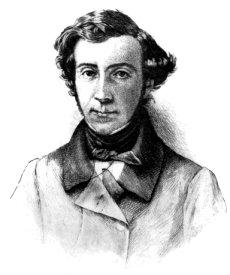
Heliogravüre eines Stahlstichs von de Tocqueville aus einer Ausgabe seines Werks De La Démocratie en Amérique von 1899

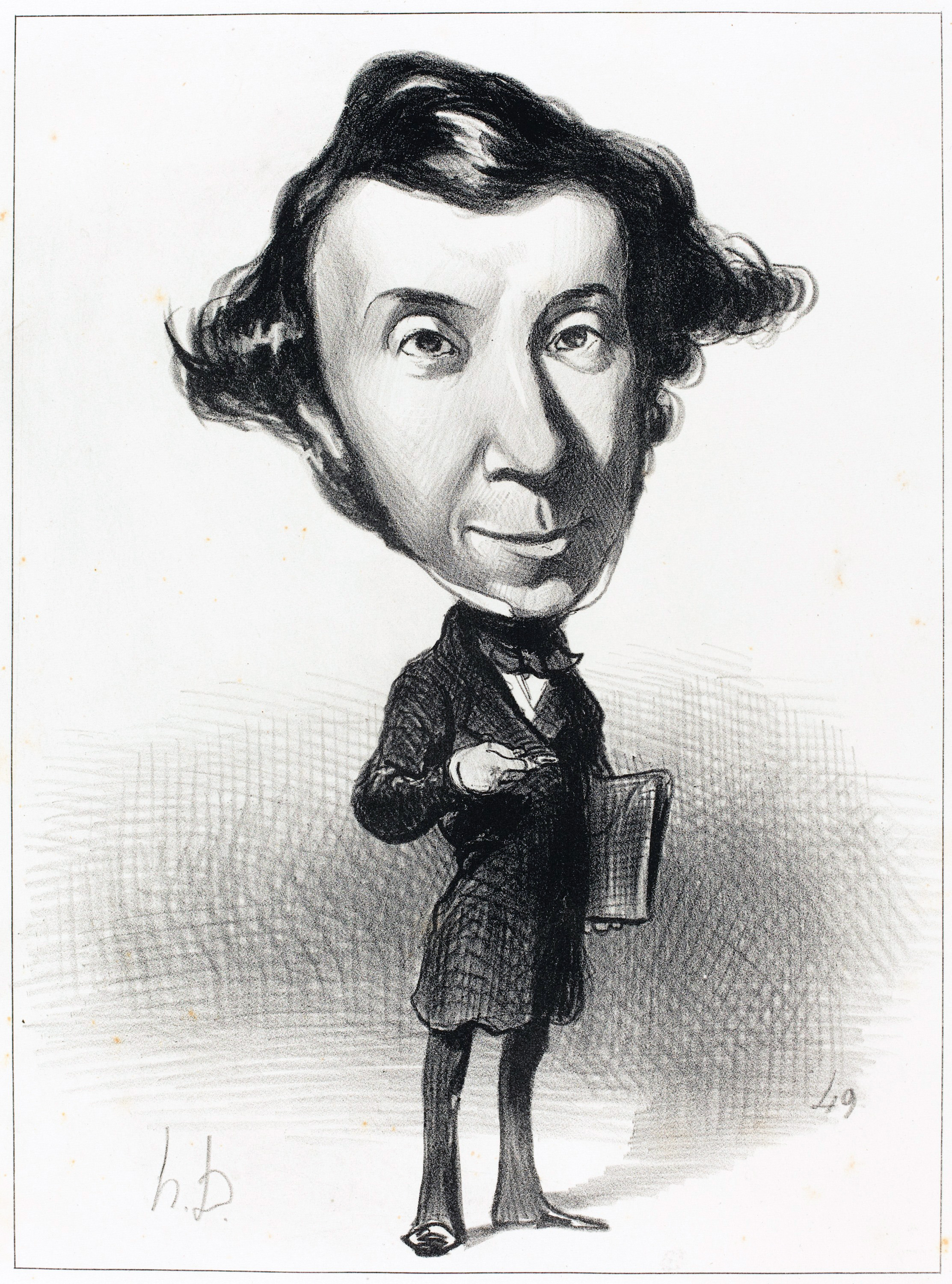
Karikatur von Honoré Daumier, 1849

Alexis Charles-Henri-Maurice Clérel de Tocqueville [alɛkˈsi ʃaʀl ɑ̃ˈʀi mɔˈʀis kleˈʀɛl dətɔkˈvil] (* 29. Juli 1805 in Verneuil-sur-Seine; † 16. April 1859 in Cannes) war ein französischer Publizist, Politiker und Historiker. Er gilt als Begründer der Vergleichenden Politikwissenschaft.

## Leben
De Tocqueville wurde als dritter Sohn von Hervé Bonaventure Clérel de Tocqueville und Louise Le Peletier de Rosanbo (einer Enkelin des Staatsmanns Malesherbes) geboren. Seine Kindheit verbrachte er in Verneuil-sur-Seine, wo sein adliger Vater, wie seine Mutter royalistisch eingestellt, Bürgermeister wurde. Vom zehnten Lebensjahr an diente sein Vater sukzessive in den Präfekturen von Angers, Beauvais, Dijon, Metz, Amiens und Versailles, so dass de Tocqueville hauptsächlich bei seiner Mutter aufwuchs. Sein intellektueller Mentor zu dieser Zeit war der Abt Louis Lesueur.
1820 zog er zu seinem Vater nach Metz, wo er 1823 am dortigen Collège Royal seine Studien in Philosophie und Rhetorik abschloss. In dieser Zeit zeugte er ein uneheliches Kind mit einer Bediensteten.
Nachdem Tocqueville nach Paris gezogen war und dort sein Studium der Rechtswissenschaft beendet hatte, wurde er 1826 Untersuchungsrichter in Versailles. In den Folgejahren machte er die Bekanntschaft Gustave de Beaumonts, mit dem er später nach Amerika reiste, und mit der Engländerin Mary Motleys (1826), mit der er 1835 eine Ehe einging, die kinderlos blieb. Er hörte Geschichtsvorlesungen François Guizots an der Pariser Sorbonne (1829/1830) und wurde 1830 in Versailles promoviert.
1826 beauftragte ihn die Regierung, das Rechtssystem und den Strafvollzug in den Vereinigten Staaten von Amerika zu studieren. Tocqueville bereiste die USA mit seinem Freund Gustave de Beaumont. Für ihre Arbeit Du système pénitentiaire aux États-Unis erhielten die beiden einen Preis der Académie française. Aus der Amerikareise (von Mai 1831 bis Februar 1832) und den dort gemachten Erfahrungen entstand das berühmte Hauptwerk De la démocratie en Amérique (zwei Bände, Paris 1835/1840). Der erste Band erschien am 23. Januar 1835 in einer Auflage von unter 500 Stück. Bereits im Juni desselben Jahres wurde eine zweite Ausgabe veröffentlicht. Die achte Ausgabe, die 1840 sowohl in Paris als auch in einer Übersetzung von Henry Reeves in London erschien, enthielt schließlich auch den zweiten Band seiner Untersuchungen.
Zwischen 1839 und 1848 gehörte Alexis de Tocqueville als Abgeordneter zur gemäßigten Opposition. Er opponierte gegen die Regierung Guizot, die seiner Meinung nach die französische Gesellschaft in eine gigantische unpolitische Aktiengesellschaft umgewandelt hatte. Wohlstandsstreben allein mache, so erklärte er, keine guten Bürger. Ohne Erfolg betrieb er zusammen mit seinen politischen Freunden – ganz in der Tradition des großherzigen, liberalen französischen Adels – die Beseitigung der Sklaverei.
Eine besondere Rolle spielte er vor und während der Februarrevolution 1848: In einer Rede vom 29. Januar 1848 vor der Abgeordnetenkammer warnte er vor den kommenden Ereignissen: „Merken Sie – wie sage ich? – den Revolutionssturm nicht, der in der Luft liegt?“ Diese Rede galt fortan als prophetisch, denn kaum einen Monat später war die Monarchie unter dem „Bürgerkönig“ Louis-Philippe I. in der Revolution untergegangen. Tocqueville selbst hinterließ in seinen Erinnerungen ein lebensnahes historisches Dokument über die Geschehnisse der Revolution, der provisorischen Regierung und der niedergeschlagenen Juniaufstände der Arbeiter von 1848. So schildert er, was für Auswirkungen die Bürgerkriegsatmosphäre auf seine Nachbarn, die bei der Nationalgarde Dienst taten, und auf ihn selbst hatte:

„Als ich mit ihnen sprach, bemerkte ich, mit welch erschreckender Schnelligkeit selbst in einem zivilisierten Jahrhundert wie dem unseren die friedfertigsten Seelen sich sozusagen auf Bürgerkriege einstimmen und wie sich der Geschmack an der Gewalt und die Verachtung des Menschenlebens plötzlich in dieser unglücklichen Zeit dort ausbreiten. Die Menschen, mit denen ich mich unterhielt, waren gut gestellte und friedfertige Handwerker, deren sanfte und ein wenig weiche Gewohnheiten noch weiter von der Grausamkeit als vom Heroismus entfernt waren. Trotzdem dachten sie nur noch an Zerstörung und Massaker. Sie klagten darüber, dass man nicht mit Bomben, Minen und Gräben gegen die aufständischen Straßen vorging, und wollten gegenüber niemandem mehr Gnade walten lassen. […] als ich meinen Weg fortsetzte, kam ich nicht umhin, über mich selbst nachzudenken und über die Natur meiner Argumente zu staunen, mit der ich mich selbst unversehens binnen zweier Tage mit diesen Ideen erbarmungsloser Vernichtung und großer Härte vertraut gemacht hatte, die mir natürlicherweise so fern liegen.“

Er bemühte sich um ein neues Verhältnis zwischen Republik und Kirche und drängte in der verfassungsgebenden Kommission der Nationalversammlung nach der Revolution von 1848 auf eine Beseitigung der lähmenden Zentralisierung des politischen Lebens in Frankreich. Hier war er allerdings schon derart resigniert, dass er in den Verhandlungen zu diesem Thema das Wort nicht mehr ergriff. „In Frankreich kann man nur eines nicht schaffen, nämlich eine freie Regierung, und nur eines nicht zerstören, nämlich die Zentralisierung.“ schrieb er im 2. Teil (Kap. XI) seiner Erinnerungen. Ein Angriff auf die zentralisierte Verwaltung sei „das einzige Mittel, einen Konservativen und einen Radikalen zusammenzubringen.“
Das Zentrum der politischen Aktivität Tocquevilles war aber (auch nach seiner eigenen Überzeugung von der Bedeutung des Gegenstandes) das Vorantreiben, die Förderung und ordnende Gestaltung der Eroberung und Kolonisierung Algeriens. Die Antwort auf seine Fragestellung „Wie kann man Mittelmäßigkeit verhindern und auch in egalitären Gesellschaften Großes hervorbringen oder fördern?“ lag für ihn im Kolonialismus.
Zwei große Reisen nach Algerien, mehrere Kommissionsberichte in der Nationalversammlung und etliche Reden zeugen von Tocquevilles unerschütterlicher Überzeugung: Algerien solle eine französische Kolonie mit einer französischen Besitzerschicht und einer vornehmlich indigenen, dienenden Schicht nicht-gleichberechtigter Untertanen werden.
Nach der Februarrevolution 1848 bekämpfte er den Sozialismus und stimmte mit den Konservativen; er war einer ihrer führenden Vertreter. Als Mitglied der Gesetzgebenden Versammlung gestaltete er die neue Verfassung mit. 1849 übernahm Tocqueville das Auswärtige Amt, trat jedoch zurück, als Louis Napoléon, der spätere Napoléon III., in einem Staatsstreich die Macht ergriff. Beim Staatsstreich am 2. Dezember 1851 wurde Tocqueville verhaftet, aber auf Intervention Napoléons wieder freigelassen. Verbittert über den Verlust freiheitlich-liberaler Verhältnisse zog er sich ins Privatleben zurück. Nun schrieb er die Souvenirs, die – voll von sarkastischen Bemerkungen über seine zeitgenössischen Parlamentskollegen – auf seinen Wunsch erst lange nach seinem Tode erschienen. Es folgte sein zweites Hauptwerk L’Ancien Régime et la Révolution, dessen erster Band 1856 erschien.
Er starb, nachdem er bereits lange kränklich gewesen war und 1858 einen Blutsturz erlitten hatte, im April 1859 an Tuberkulose.

## Über die Demokratie in Amerika(1835/1840)
De la démocratie en Amérique beschreibt unter anderem die Demokratie im Zusammenhang der politischen Gesellschaft. Das Buch erhielt 1836 den Prix Montyon der Académie française (Dotierung 8.000 Fr.), deren Mitglied Tocqueville 1841 wurde, und wird heute noch an den Universitäten behandelt.
In seiner Analyse der amerikanischen Demokratie arbeitete er die Ursachen für die Art und Weise des Funktionierens der Demokratie in den USA heraus. Er zeigt die Gefahren demokratischen Regierens, die zu einer „Tyrannei der Mehrheit“ (Tyrannie de la majorité) führen könne, und er beschreibt, wie die amerikanische Verfassung und ihr Verfassungsleben dieser Gefahr durch Dezentralisation und aktive Teilnahme der Bürger entgegenwirkten (Band 1).
Im zweiten Band des Werkes macht er dann noch eine weitere Gefahr aus, die für ihn der Demokratie inhärent ist: die Allgewalt der Regierung, die die Bürger der Eigeninitiative berauben, sie schrittweise des selbständigen Handelns entwöhnen und sie so zu unmündigen Privatleuten degradieren könne, die sich schließlich nur noch um ihre wirtschaftlichen Angelegenheiten kümmerten. Auch hier zeigt er, wie die amerikanische Demokratie dieser Gefahr begegnete: durch Dezentralisierung, durch die Lehre vom wohlverstandenen Eigennutz und durch eine Beeinflussung der dominierenden Verhaltensstandards durch das Christentum.

## Eroberung und Kolonisierung Algeriens

### Tocqueville als Kolonialist
Bereits 1828 sprach sich Tocqueville für eine militärische Expedition in das damals zum Osmanischen Reich gehörende Algerien aus. 1833 erwog er, nachdem 1830 Algier von französischen Truppen eingenommen worden war, dort Land zu erwerben. Er wurde zum Algerien-Experten, was sich vor allem in seiner parlamentarischen Laufbahn zeigt. Setzte Tocqueville zunächst auf private Kräfte bei der Besiedlung Algeriens, wobei er die Assimilation der arabischen Bevölkerung ins Auge fasste, so begann er ab 1841 zu glauben, dass nur staatliche Politik in der Lage sei, das Land vollkommen zu erobern und in französischen Besitz zu bringen. Da die anvisierte totale Eroberung daran scheiterte, dass nicht genügend europäische Siedler zu gewinnen waren, weil die demographische Situation in Frankreich im Unterschied zu anderen europäischen Ländern stagnierte, und Tocqueville keine Chance mehr sah, mit den Arabern ein Einvernehmen herzustellen, kam er ab 1846 zu der Überzeugung, dass die französische Inbesitznahme nur unter fortwährender Kontrolle und Entrechtung der einheimischen Bevölkerung gewährleistet sei, also auf eine Art frühes Apartheid-Regime hinauslaufen müsse.

### Gedanken über Algerien(1841)
In seiner Travail sur l’Algérie, 2006 zum ersten Mal in den Kleinen politischen Schriften unter dem Titel Gedanken über Algerien auf Deutsch erschienen, zeigt sich Tocqueville laut Harald Bluhm als „vehementer Befürworter der Eroberungspolitik“: Algerien sei für Frankreich deshalb so wichtig, weil ein Verzicht auf die Eroberung hieße, „der Welt seinen sicheren Niedergang anzuzeigen“ (S. 109). Das sei nach den schon einmal erlittenen Verlusten England gegenüber (siehe Siebenjähriger Krieg in Nordamerika) nicht zu verantworten. Zunächst habe es darum zu gehen, Abd el-Kader zu besiegen, der sich inzwischen auch militärisch bei den Franzosen alles abgeschaut und angeeignet habe, „was er braucht, um sie (seine Landsleute) zu unterwerfen“ (S. 116). Die Auseinandersetzung mit ihm sei inzwischen nur noch im Kampf möglich, da andere Konzepte wie die Chance, die einen gegen die anderen auszuspielen und alle auf diese Weise zu beherrschen, nicht genutzt worden seien. Zwar erwähnt er, dass die Menschlichkeit und das Völkerrecht im zu führenden Krieg berücksichtigt werden müssen (S. 120), muss aber gleichzeitig zugeben, dass „dieser Krieg (…) keinem anderen“ gleiche, „wie jeder weiß; alle Erfahrungen aus den europäischen Gefechten sind unbrauchbar und oft schädlich“ (S. 128). So argumentiert Tocqueville gegenüber den Befürwortern milder Vorgehensweisen:

„(…) sagten mir in Frankreich Menschen, die ich achte, ohne ihnen zuzustimmen, es sei schlecht, dass man Ernten niederbrenne, Speicher ausräume und letztlich sogar Unbewaffnete, Frauen und Kinder in Gewahrsam nehme. Ich halte das für leidige Notwendigkeiten, denen sich jedes Volk, das gegen Araber Krieg führen will, beugen muss.“

Ausdrücklich empfiehlt er für Araber ein Handelsverbot mit der Zerstörung von allem, „was einer Stadt ähnlich sieht“, und eine Verheerung des Landes, zumal „mörderische Unternehmungen mitunter unentbehrlich und unverzichtbar“ seien (S. 120 f.). Für die Armee d’Afrique seien Einheimische, nämlich Zuaven, als Söldner (S. 124) und französische Offiziere und Mannschaften, die lange in Algerien dienen, wichtig. Die Arbeit der Offiziere findet er bewundernswert, fragt sich aber gleichzeitig, „was wir mit einer Vielzahl solcher Männer machen sollten, wenn sie zu uns zurückkehrten“ (siehe zum Beispiel General Lamoricière oder Marschall Bugeaud); denn es schreckt ihn der Gedanke, dass Frankreich einmal „von einem Offizier der Afrika-Armee gelenkt wird!“ (S. 126 f.)
Er spricht sich dafür aus, dass Kolonisation und Eroberung gleichzeitig betrieben werden, weil so auf das militärische Engagement der Siedler selbst zu zählen sei (S. 129), und fragt sich, ob die eroberten Gebiete um Algier herum von einem Befestigungswerk geschützt werden sollten. Auf jeden Fall sei der neue Bodenbesitz der Siedler in einem einzuführenden Grundbuch festzuschreiben, damit sie gegenüber der Willkür französischer Behörden oder dem möglichen Anspruch des eigenen Militärs abgesichert sind. Denn es gehe um „eine von Europäern gebildete Nation“, „die das Gebiet, das wir erobert haben, verwaltet und sichert“ (S. 136–139). Als Chef der Verwaltung sei ein von Paris unabhängiger Generalgouverneur zu bestellen, der Machtmissbrauch und Willkür verhindern soll, damit Algerien für Siedler attraktiver werde. Deren persönliche Freiheit sei mit der Freiheit ihres Eigentums zu gewährleisten, denn „die Kolonien aller europäischen Völker bieten dasselbe Bild. Die Rolle des Einzelnen ist dort überall größer als im Mutterland, und nicht geringer“ (S. 139). Es seien deshalb „zwei sehr verschiedene Gesetzgebungen“ einzurichten, „weil dort zwei streng geschiedene Gesellschaften bestehen“ und die für Europäer „aufgestellten Regeln immer nur für sie gelten müssen“ (S. 157). Angesichts der Verhältnisse Anfang der 1840er Jahre mit einem Anteil von viermal so viel Soldaten gegenüber den Siedlern sieht Tocqueville noch viel zu tun (S. 162).
Seloua Luste Boulbina kommt gegenüber den Gedanken, die Tocqueville zur Kolonisation entwickelt, zu dem Schluss, dass er zwar mit politischer Klarsicht über Schwarze, Araber und französische Arbeiter urteilen konnte, aber gegenüber allem Sozialen taub geblieben sei.

## Der alte Staat und die Revolution(1856)
Tocquevilles zweites Hauptwerk, L’Ancien Régime et la Révolution, ist eine Analyse der Französischen Revolution. Auch in diesem Spätwerk spielen die mœurs eine Hauptrolle, wenngleich Tocqueville den Ausdruck darin kaum gebraucht. Der beschriebene praktische Sinn der Amerikaner, ihre von den Gründungsvätern eingebrachten und durch die institutionelle Ordnung der USA lebendig gehaltenen und an die Nachwachsenden weitergegebenen mœurs, stehen in einem spannungsreichen Gegensatz zu den politischen Zuständen und zu den vorherrschenden Denkweisen in Frankreich. Tocqueville zeigt in Der alte Staat und die Revolution, dass die meisten Einrichtungen und Verfassungsregeln, die man gemeinhin zu den Errungenschaften der Revolution rechnet, nicht von dieser eingeführt wurden, sondern schon vorher bestanden.
Auch zur Großen Revolution zeigt de Tocqueville jene Distanz, die schon bei seinem Amerika-Werk ins Auge springt. Tocqueville begrüßt und bejaht die Ergebnisse der Revolution, er bewundert die Großherzigkeit der ersten Revolutionäre, aber er ist überzeugt: Die politischen Ergebnisse der Revolution wären auch in einem schrittweisen Reformprozess erreichbar gewesen. Die meisten Ergebnisse der Revolution aber sieht Tocqueville als lange vor den Ereignissen vorbereitet oder durchgesetzt an.
Die von den Königen begonnene Zentralisierung wird von der Revolution nur vollendet. Sie führt zu einer zunehmenden Ähnlichkeit der Lebensweise der Bürger ohne gleiche politische Rechte und hat einen Verlust an Bürgersinn zur Folge, der durch die omnipräsente Verwaltung gefördert wird. Eine politische Klasse, die nicht bemerkt, was sie tut, weil sie nur verwaltet, und Bürger, die nicht lernen zusammenzuarbeiten, weil sie von oben verwaltet werden, sind Gegenstücke zur amerikanischen Realität. Zur Wirklichkeit des vorrevolutionären Frankreich gehören einerseits Intellektuelle, die mit einer ihnen nicht zugänglichen politischen Praxis auf Kriegsfuß stehen, darum Wolkenkuckucksheime bauen und einer utopischen vollkommenen Gleichheit nachträumen. Ebenso zählt die alte politische Klasse, der Adel, dazu, dessen wohlhabende Teile sich privilegierender Rechte erfreuen, die längst ohne entsprechende lokale politische Aufgaben gegeben sind. Tocqueville zeigt, wie diese Fehlentwicklungen zu apolitischen und anti-religiösen Grundhaltungen führen, die in einem jahrhundertelangen Entwicklungsprozess entstanden. Wo die Bürger nicht gewohnt sind zusammenzuarbeiten – auch wenn sie von den Institutionen dazu eingeladen werden –, entstehen Ablehnung und oft Hass oder Verachtung.
Nach der Revolution kommen diese vorrevolutionären mœurs nun, von der egalitären Ordnung unterstützt, an die Oberfläche und prägen das politische Leben Frankreichs. Auch was die Feindseligkeit gegen das Christentum anbetrifft, sieht Tocqueville – der seinen Glauben nach eigener Aussage verloren hat – hier die Gefahren mangelnder Demut und drohenden Größenwahns, der dann in den beiden napoleonischen Abenteuern mündet. (Dies sollte im nicht mehr vollendeten zweiten Band des Werkes beschrieben werden.) Diese Abenteuer sind für ihn nicht zuletzt wegen des mangelnden Bürgersinns einer vom Hass und von der Abwesenheit demokratischer mœurs geprägten Gesellschaft möglich geworden.
Das Buch über die Grande Révolution ist voller feindseliger Anspielungen auf die Machtergreifung des „petit Napoléon“ und auf dessen neue Politik. Nicht ganz vorwurfslos beschreibt er, dass der französische Adel – jenseits des Verlustes seiner Privilegien – seiner Vorbild- und Führungsaufgabe nicht gerecht wurde – für Tocqueville eine der Bedingungen für den Staatsstreich von Napoléon III.
Das Buch zeigt bis heute Wirkung. So haben hochrangige Funktionäre der Kommunistischen Partei Chinas seine Lektüre 2013 öffentlich empfohlen: Sowohl Li Keqiang, der zweite Mann der KP, als auch Wang Qishan, das für Korruptionsbekämpfung zuständige Politbüromitglied wollen dadurch erreichen, dass der sogenannte „Tocqueville-Effekt“ in China bekannt und durch rechtzeitige Reformen vermieden wird.

## Bedeutung der amerikanischen und der französischen Revolution
Tocqueville erkennt die historische Singularität der amerikanischen und der Französischen Revolution. Er sieht, dass die Welt in ein neues Zeitalter aufgebrochen ist, das sich in erster Linie durch größere Gleichheit auszeichnet. Darunter versteht Tocqueville das Ende ständischer Privilegien und eine Ausweitung demokratischer Rechte. Doch während alle Welt dieser Entwicklung zujubelt, weist Tocqueville trotz prinzipieller Zustimmung auch auf die Gefahren dieses Fortschritts hin. Insbesondere erkennt er, dass mehr Gleichheit und Demokratie nicht zwingend mehr Freiheit bedeuten müssen. In kritischer Auseinandersetzung mit einer schon damals dominanten Montesquieu-Rezeption betont Tocqueville: Nicht demokratische Institutionen, sondern freiheitliche Denk-, Verhaltens- und Redeweisen sowie ein von diesen freiheitlichen Sitten durchtränkter Diskurs (eben die mœurs) sind die Essenz demokratischer Ordnung.
Diese Erkenntnis bildet den zentralen Kern in Tocquevilles Werk: Seine ganze Leidenschaft widmet er dem Zweck aufzuzeigen, wie die Freiheit der Menschen in der modernen Welt aufrechterhalten werden kann. Gefahr droht der Freiheit nach Tocqueville in mehrfacher Hinsicht. Zum einen sieht er sie im sich ausbreitenden Individualismus, der insbesondere durch ein alles dominierendes Erwerbsmotiv begünstigt wird. Dies führt dazu, dass sich der Einzelne zunehmend in sein Privatleben zurückzieht und sich nicht in den öffentlichen Angelegenheiten betätigt. Diese Teilnahmslosigkeit der Bürger begünstigt einen „wohlwollenden Despotismus“, der durch einen ausufernden Zentralstaat und eine entmündigende Bürokratie gekennzeichnet ist. Am Ende droht ein Rückfall in die Diktatur oder gar in eine Ordnung, die man heute totalitär nennt.
Gerettet werden kann die Freiheit gemäß Tocqueville durch das, was man gemeinhin als Bürgergesellschaft bezeichnet: durch Vereine, Pressefreiheit, vor allem aber durch politische Partizipation, die ihrerseits föderale Strukturen insbesondere starke und autonome oder teilautonome Gemeinden sowie das Subsidiaritätsprinzip voraussetzt. Es sind dies die „Schulen der Freiheit“, die Tocqueville in Amerika vorfindet und die er sehr bewundert. Diese Institutionen garantieren die oben angesprochenen mœurs.
Tocqueville definiert den für sein Werk zentralen Begriff der Freiheit nicht. Dies hat dazu geführt, dass zu Tocqueville heute eine Reihe von Interpretationsansätzen existieren, die sich teilweise widersprechen. Einer Auffassung zufolge versteht Tocqueville unter Freiheit letztlich nichts anderes als Menschenwürde. Eine andere Interpretation sieht in ihm einen sehr radikalen Liberalen, der alle sozialstaatlichen Regulierungen verwirft und die freie Initiative für das Zentrum freiheitlicher Aktivität hält. Freiheit ist, so verstanden, für Alexis de Tocqueville im Wesentlichen Handlungsfreiheit, sei es die des einzelnen Bürgers, sei es – und hier liegt sein wesentlicher politischer Akzent – im Zusammenwirken mit den Mitbürgern.

## Presse
Alexis de Tocqueville zeichnet drei große Pressefunktionen aus:
- Es garantiert Freiheit – es kann politische Aktivitäten aufdecken;
- pflegt die Gemeinschaft und bietet Mitgliedern gemeinsame Themen;
- ermöglicht schnelle gemeinsame Operationen.[22]

Die Macht der Presse besteht darin, verschiedene Meinungen darzustellen und es dem Individuum zu ermöglichen, sich stärker im sozialen Bewusstsein zu verankern.
Tocqueville wies auch darauf hin, dass sich Zeitungen in verschiedenen Ländern in Inhalt und Format unterscheiden, und diese Unterschiede resultieren mehr aus kulturellen und politischen Gründen als aus wirtschaftlichen.
Er betonte auch, dass das Böse, das die Presse produziert, weniger ist als das, was die Bürger schützt. Die Neigung der Presse könnte durch die Schaffung von mehr Zeitungen erhöht werden.

## Werke
- 1831 Quinze jours au désert.
  - dt.: In der Nordamerikanischen Wildnis. Eine Reiseschilderung aus dem Jahre 1831 Verlag Hans Huber Bern/Stuttgart 1953.
  - übersetzt von Heinz Jatho: Fünfzehn Tage in der Wildnis. diaphanes, Zürich 2013, ISBN 978-3-03734-328-9.
- 1833 Du système pénitentaire aux États-Unis et de son application en France (On the Penitentiary System in the United States and Its Application to France, dt.: Amerikas Besserungssystem und dessen Anwendung auf Europa) mit Gustave de Beaumont
- 1835/1840 De la démocratie en Amérique. 2 Bde. Paris
  - deutsch: Über die Demokratie in Amerika, Fischer, Frankfurt am Main 1956 und öfter
- 1835 Mémoire sur le paupérisme (dt.: Das Elend der Armut. Über den Pauperismus, Avinus Verlag, Berlin 2007. ISBN 978-3-930064-75-5. Hergestellt on demand)
- 1835 L’Angleterre et l’Irlande. Le second voyage en Angleterre (dt.: Reisen nach England und Irland)
- 1841 Travail sur l’Algérie (dt.: Gedanken über Algerien 2006 in den „Kleinen politischen Schriften“ Hg. Harald Blum, Akademie Verlag Berlin)
- 1856 L’ancien régime et la révolution. Paris (dt.: Der alte Staat und die Revolution. Deutsch von Theodor Oelckers. 1867)
- 1893 Erinnerungen mit einer Einleitung von C.J. Burckhardt, Stuttgart, 1954ff. (Private Aufzeichnungen zum Erleben der französischen Revolution ohne Veröffentlichungsabsicht)
  - Neuauflage, übersetzt von Dirk Forster, Karolinger Verlag, Wien/Leipzig 2010, ISBN 978-3-85418-139-2
- Alexis de Tocqueville als Abgeordneter, Briefe an seinen Wahlagenten Paul Clamorgan 1837–1851 (hrsg. J. Kühn) Hauswedell u. Co., Hamburg 1972, ISBN 3-7762-0006-5
- Kleine politische Schriften herausgegeben von Harald Bluhm, Berlin 2006, Akademie Verlag, ISBN 978-3-05-004175-9
- Œuvres I–III (édition publiée sous la direction de André Jardin) Paris 1991ff. (Bibliothèque de la Pléiade)
- Œuvres complètes I–XVIII, Paris 1961ff. 30 Bände.

## Tocqueville-Effekt
Als Tocqueville-Effekt bezeichnet man ein Phänomen in der Soziologie bzw. der Sozialpsychologie. Es geht darum, dass Revolutionen nicht dann ausbrechen, wenn die Repression am schärfsten ist, sondern wenn das Regime sich bereits gemildert hat und zu Reformen bereit ist, die Unzufriedenheit sich also risikoloser äußern kann, so im Falle des von Tocqueville analysierten Ancien Régime unter Ludwig XVI. Weitere Beispiele sind die Novemberrevolution in Deutschland nach den Reformen des Reichskanzlers Max von Baden, die Islamische Revolution oder im Ostblock nach der Entstalinisierung durch Nikita Chruschtschow (1956) sowie 1989–1991 nach der Perestroika unter Michail Gorbatschow:

„Die Regierung, welche durch eine Revolution vernichtet wird, ist fast stets besser als ihre unmittelbare Vorgängerin. Die Erfahrung lehrt, dass der gefährlichste Augenblick für eine schlechte Regierung gewöhnlich derjenige ist, in dem sie sich zu reformieren beginnt.“

## Tocqueville-Paradoxon
Als Tocqueville-Paradoxon bezeichnet man in der Soziologie das Phänomen, „dass sich mit dem Abbau sozialer Ungerechtigkeiten gleichzeitig die Sensibilität gegenüber verbleibenden Ungleichheiten erhöht“.

## Sonstiges
Ihm zu Ehren wird in Frankreich von der Gesellschaft Alexis de Tocqueville alle zwei Jahre der Prix Alexis de Tocqueville vergeben. Zudem wurde 1934 ein Fährschiff nach ihm benannt.

## Zitat
Ich erblicke eine Menge einander ähnlicher und gleichgestellter Menschen, die sich rastlos im Kreise drehen, um sich kleine und gewöhnliche Vergnügungen zu verschaffen, die ihr Gemüt ausfüllen. Jeder steht in seiner Vereinzelung dem Schicksal aller fremd gegenüber [...] Entwickelt sich in einem dieser demokratischen Völker die Vorliebe für materielle Genüsse schneller als die Bildung und die freiheitliche Gewohnheit, so kommt ein Augenblick, da die Menschen vom Anblick begehrter Güter wie außer sich sind. Man braucht derartigen Bürgern Rechte, die sie besitzen, nicht erst zu entreißen, sie lassen sie selber gern fahren. ... Über diesen erhebt sich eine gewaltige, bevormundende Macht, die allein dafür sorgt, ihre Genüsse zu sichern und ihr Schicksal zu überwachen. Sie ist unumschränkt, ins Einzelne gehend, regelmäßig, vorsorglich und mild. (Über die Demokratie in Amerika, S. 814)

## Tocqueville in der Literatur
- Peter Carey: Parrot und Olivier in Amerika (Parrot and Olivier in America, dt.) Roman. Frankfurt a. M. 2010. ISBN 978-3-10-010234-8